# زبان مانکیالی
مانکیالی یک زبان هندوآریایی در حال انقراض از شاخه داردیک است که در ایالت خیبر پختونخوا، در شمال پاکستان صحبت می‌شود. این زبان توسط یک جامعه کوچک که گاهی اوقات به عنوان Trawara خوانده می‌شود در روستای دورافتادهٔ دانا (یا داننا) واقع در شهرک باندی شنگلی در ناحیهٔ مانسهره صحبت می‌شود.  همچنین برخی سخنوران آن در روستاهای همجوار دامکا، گلدار، ارغانیه، چمراسی و شوشنی پراکنده هستند.  گزارش شده‌است که کل جامعه در هندکو، زبان میانجی گسترده این منطقه، دوزبانه هستند،  این زبان هنوز در حال انتقال به نسل بعدی است، اما به‌طور کلی در حال از دست دادن جایگاه خود به هندکو است.  اولین مطالعه ای که وجود این زبان را مستند می‌کند تنها در سال ۲۰۱۵ منتشر شد. نام مانکیالی تازه ساخته شده‌است و توسط اعضای جامعه برای جایگزینی اصطلاحات قدیمی تر Tarawara و Tarawari که اکنون به عنوان انگ تلقی می‌شوند، ابداع شده‌است. 
مانکیالی با هیچ‌یک از زبان‌های اطراف قابلیت درک متقابل ندارد. آزمون‌های تشابه واژگانی نشان داده‌اند که کمی بیش از یک سوم واژگان اصلی خود را با زبان‌های محلی هندکو و گوجری ، و درصد کمی بالاتر (۴۱ تا ۴۲ درصد) با گورو و بَطِری (دو زبان از گروه کوهستانی داردی) مشترک دارد. این میزان شباهت تا حدودی بیشتر با بطری می‌تواند نشان‌دهنده یک منشأ مشترک باشد که با سنت‌های شفاهی جامعه هم‌خوانی دارد. 
مانکیالی تحت تأثیر هندکو و گوجری قرار گرفته‌است، به ویژه در توسعه لحن آوایی: یک تحلیل اولیه نشان داد که سیستم آهنگی آن از نوع پنجابی است، مشترک با هندکو و گوجری است و با سیستم‌های موجود در زبان‌های داردی شمالی در تضاد است.  واکه‌های کشش‌دار از بین رفته‌اند، و یک لحن افزایشی را بر روی واکه‌های زیرین به جا گذاشته‌اند.  در این زبان واکه‌های انسایشی دندانی (/ts/) و کامی (/tʃ/ /tʃʰ/ ) وجود دارند. 